# ジャンニ・ステンスネス
ジャンニ・ライアン・ステンスネス（英語: Gianni Ryan Stensness、1999年2月27日 - ）は、オーストラリアとニュージーランドのサッカー選手。東京オリンピックニュージーランド代表、現オーストラリア代表。ポジションはDFもしくはMF。

## クラブ歴
2016年にノース・ショア・マリナーズFCに加入し、選手となった。翌年に提携元のセントラルコースト・マリナーズに移籍した。
2018年にマンリー・ユナイテッドFCに移籍。同年11月にウェリントン・フェニックスFCのリザーブチームに移籍し、翌年3月にトップチームに昇格した。この年の3月9日にマンディに代わって投入されプロ初出場を記録した。6月にヨーロッパ移籍を模索する為に退団した。
ヨーロッパ移籍は結実しなかったものの、ウェリントン・フェニックスからはオファーが来た。しかし彼はこれを蹴って8月に古巣のセントラルコースト・マリナーズに単年契約でボランチとして再加入した。2019-20シーズンの序盤から活躍すると2022年まで契約を延長、このシーズンの彼はクラブの最優秀ゴールやクラブの最優秀新人賞に輝く活躍を見せた。
2021年8月9日、3年契約でエリテセリエンのバイキングFKに移籍。同月29日に移籍後初出場を記録した。

## 代表歴
オーストラリア生まれであるが、父親がニュージーランド出身である事から両国での出場資格を有していた。彼はどちらの代表としても出場経験がある。
2017年1月31日、17歳ながらオーストラリアU-20代表のトレーニングキャンプに招集された。同年8月にオーストラリアU-20代表として出場を果たしている。
2019年2月11日、ニュージーランドU-20代表の新戦力発掘キャンプに招集された。3月23日にニュージーランド代表への鞍替えを表明した。同年5月28日に行われた2019 FIFA U-20ワールドカップで代表初得点を記録した。
その後、ニュージーランドU-23代表として東京オリンピックに出場した。
五輪が終わって間もない2021年9月、オーストラリア代表への再鞍替えを表明した。2022年3月24日に行われた2022 FIFAワールドカップ・アジア3次予選・日本代表戦でA代表初出場を記録した。